# Carlos Reyles (localidad)
Carlos Reyles es una localidad del departamento de Durazno, Uruguay.

## Ubicación
La localidad se encuentra situada en la zona noroeste del departamento de Durazno, sobre la  cuchilla Grande del Durazno, próximo al empalme de las rutas 5 y 4. Dista 44 km de la ciudad de Durazno y 222 km de Montevideo.

## Historia
Los orígenes del poblado datan del año 1860, cuando Carlos Genaro Reyles (padre del escritor Carlos Reyles) adquirió 5000 cuadras en las inmediaciones del camino Real entre San Pedro del Durazno (hoy Durazno) y Paso de los Toros. Luego de la adquisición fue construida la gran casona de la localidad que funcionaba como hotel, barraca, acopio de frutas, carpintería, herrería y ramos generales y que actualmente es el edificio que alberga al Liceo de la localidad, el que fue fundado en el año 1972.
El nombre del «pueblo Carlos Reyles» data del año 1938, y la propuesta de su denominación fue presentada en las Cámaras por el Sr. Zacarías García Corvo. Es entonces que por Ley N.º 9.860 de 16 de agosto de 1939 se denominó con el nombre de «Pueblo Carlos Reyles», al núcleo de casas que existían en los alrededores de la estación de ferrocarril Molles, de la 3ª sección judicial del departamento de Durazno.

En 1988, por ley 15.972 del 12 de agosto de ese año, se ratificó la categoría de pueblo.

## Población
De acuerdo al censo de 2023, la localidad contaba con una población de 1128 habitantes.
| 1965          | 921 | 938 | 976 | 1089 | 1039 | 976 | 1128 |
| (Fuente: INE) |     |     |     |      |      |     |      |

## Actividades
Entre sus principales atractivos se destaca el Parque del Rosedal, un área recreativa administrada por la Intendencia Departamental de Durazno.

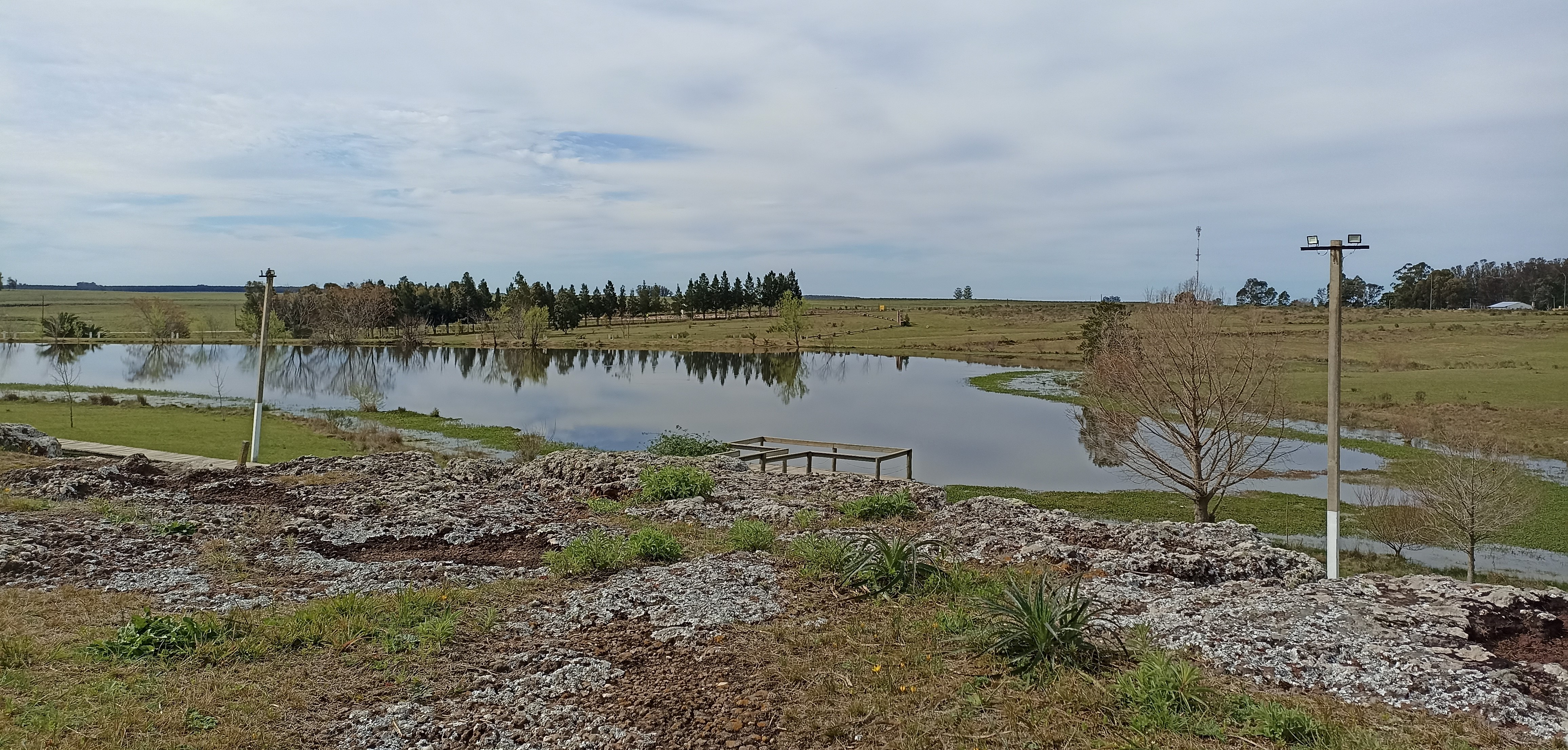
Lago artificial en rosedal de Carlos Reyles

El parque se sitúa en la entrada este de la localidad y ocupa una extensión aproximada de 2 hectáreas. Su nombre se debe a la presencia de un prolijo rosedal que embellece el lugar. Sin embargo, el principal atractivo del parque lo constituyen las denominadas "Grutas de Reyles", un conjunto de cavernas y formaciones rocosas pertenecientes al período Cretácico Inferior (hace aproximadamente 130 millones de años). Según estudios geológicos, estas estructuras se originaron por la acción del agua sobre la piedra arenisca, dando lugar a caprichosas formas columnares.Además de su valor científico, las Grutas de Reyles y el parque en general constituyen un polo de atracción turística en la zona, donde los visitantes pueden apreciar la belleza natural del lugar y acceder a servicios de recreación como mesas, parrillas, senderos y un pequeño lago artificial. De esta forma, el Parque Rosedal se ha transformado en uno de los atractivos distintivos de la localidad uruguaya. Una vez al año se realiza allí el Festival del Rosedal.

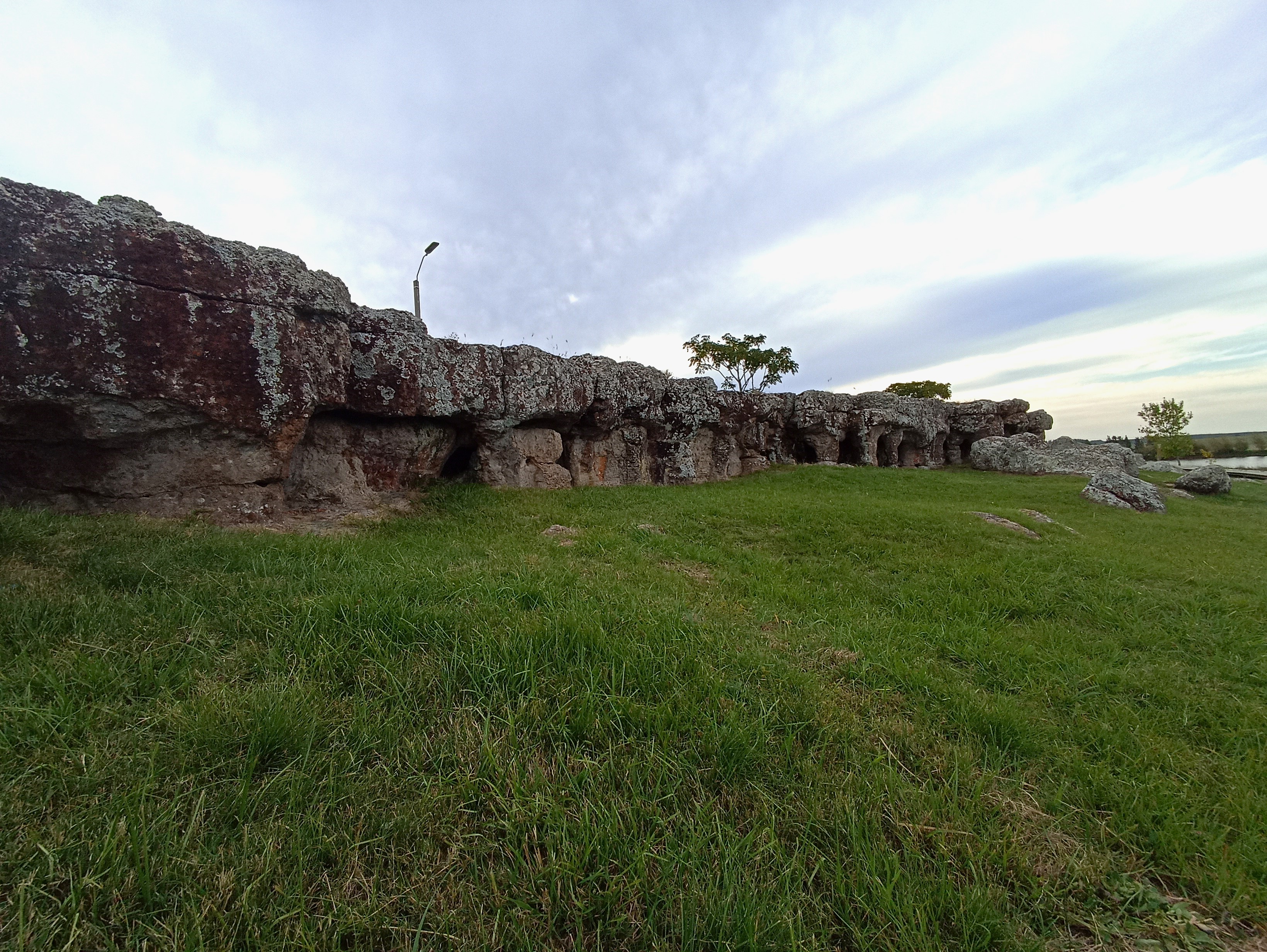
Grutas en Carlos Reyles